# Kinobau
Kinobau (ugs. auch Kinogebäude) bezeichnet einen Bautyp, der Bauwerke umfasst, die auf die Funktionen eines Kinos ausgerichtet, geplant und errichtet werden.

## Geschichte
Der Bautyp entwickelte sich zu Beginn des 20. Jahrhunderts, mit Anleihen an die Eigenschaften von Theaterbauten. In der frühsten Zeit in der Geschichte des Kinos seit dem Ende des 19. Jahrhunderts wurden Schaubuden als Kinos genutzt, wie das Wiener Kino Klein. Um das Kino als Unterhaltungsform aufzuwerten, passten sich die Aufführungsstätten an die Erscheinungsformen der Theater an.
Als ein Auslöser für die Konzeption eigenständiger Kinogebäude kann das Aufkommen des Tonfilms vor 1930 genannt werden, als der Art-Déco-Stil florierte. Beispiel für eine der ersten Kinobauten in Deutschland ist das 1928 in Berlin eröffnete Universum Kino von Erich Mendelssohn. Seit den 1950er-Jahren, mit dem Aufkommen des Fernsehens, werden neue Kinobauten seltener. Seit etwa 1980 wird die Konzentration mehrerer Säle zum Multiplex-Kino üblich.

## Gestaltung
Im Unterschied zu den Theatergebäuden, die nach 1900 zum erheblichen Teil auch als Kinos genutzt wurden, wie etwa das Wiener Lustspielkino, haben Kinogebäude meist keine größere Bühne mit der entsprechenden Bühnentechnik hinter der Projektionsleinwand und keinen Orchestergraben mehr, der in der Zeit des Stummfilms noch erforderlich gewesen war. Die Gestaltung des Zuschauerraums und des Foyers ist ähnlich wie bei den Theatergebäuden. In der frühen Zeit hatten Kinogebäude oft auch repräsentative Fassaden, wie etwa das Teatro Éden in Lissabon.